# Велозу Сальгадо
Хосе Марія Велозу Сальгадо (порт. Veloso Salgado; 2 квітня 1864 — 22 липня 1945) — португальський художник галісійського походження. Велозу Сальгадо вважають одним із найвидатніших майстрів натуралізму в рідній країні з багатьма видатними роботами в історичному живописі, пейзажах і портретах.

## Біографія
Хосе Марія Велозу Сальгадо народився в Галісії (Іспанія), в Мелоні — невеликому містечку в провінції Оренсе, недалеко від португальського кордону, де він прожив до 10 років. Він був сином двох фермерів, Хосе Переса та Долорес Велозу Родрігес Сальгадо. У 1874 році батьки відправили його жити до дядька по материнській лінії Мігеля Велозу Родрігеса Сальгадо, який керував майстернею літографії у Лісабоні, Португалія. Велозу Сальгадо почав працювати підмайстром у майстерні свого дядька.
З 1878 по 1880 рік Велозу відвідував вечірні курси Школи Лісабонської академії образотворчих мистецтв і був зарахований з відзнакою. Підбадьорений своїми результатами, він почав відвідувати вечірні заняття в 1881 році й наприкінці свого першого курсу отримав нагороду в розмірі 20 тисяч реїв. Потім він почав денні заняття, навчався під керівництвом Хосе Сімоеса де Алмейди та Хосе Феррейра Чавеса, які викладали малювання та живопис відповідно, та отримав найкращі оцінки в обох класах.
У 1884 році Велозу презентував дві роботи на 13-й виставці Товариства заохочення образотворчого мистецтва (Sociedade Promotora de Belas Artes)та отримав почесну відзнаку, а 1887 року він також брав участь у 14-й виставці. У 1887 році Велозу Сальгадо закінчив навчання з підсумковим балом 17 з 20. Того ж року він став натуралізованим португальським громадянином. Усі ці досягнення дозволили йому отримати державну стипендію для подальшого навчання в Парижі.

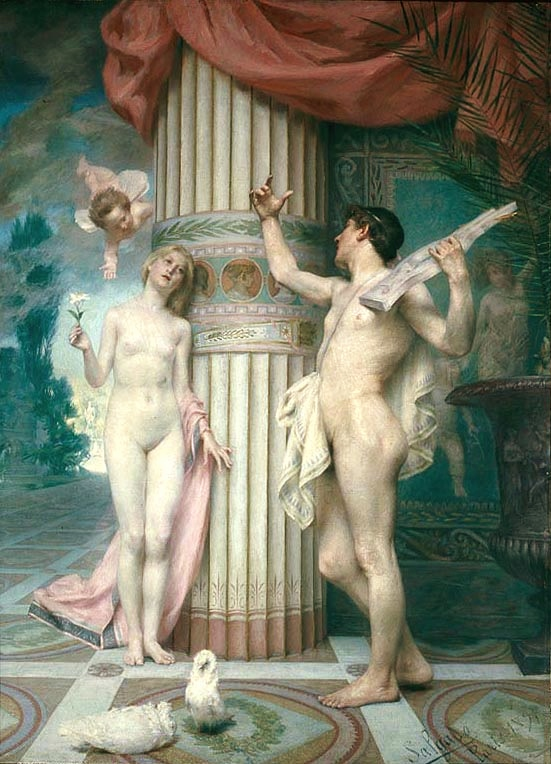
Амур і Психея (1891), Національний музей сучасного мистецтва

У 1888 році Велозу Сальгадо орендував ательє в Парижі (на вулиці Денфер-Рошро), яке ділив з Артуром Мело. Також тут він подружився зі скульптором Антоніо Тейшейра Лопесом, який мав майстерню в тому ж будинку. Велозу Сальгадо був прийнятий до Школи витончених мистецтв, де навчався там у Александра Кабанеля, Бенжамена-Констана, Жюля-Елі Делоне, Жана-Поля Лоранса та Фернана Кормона. В цей час він також спілкувався з художником Жюлем Бретоном і його дочкою та ученицею Віржині Демон-Бретон, а також з її чоловіком Адрієном Демоном, який став близьким другом Велозу Сальгадо.
Велозу Сальгадо дебютував у Салоні в 1889 році. Він виграв третю медаль на Салоні за картину «Амур і Психея» (1891), першу з його важливих робіт, яка зараз зберігається в Національному музеї сучасного мистецтва в Лісабоні. Тим часом Велозу Сальгадо також переміг у конкурсі живопису, організованому мерією Лісабона (1890), і брав участь у 1-й виставці Художньої гільдії Лісабона (Grémio Artístico de Lisboa). Після свого перебування в Парижі Велозу Сальгадо вирушив до Італії, зупинився у Флоренції, де вивчав примітивних художників, робив копії з творів Відродження та малював на пленері. Перебуваючи в Італії, він створив одну зі своїх найвідоміших робіт, Ісуса, яку вважали поза конкурсом на Салоні 1892 року (ця картина була втрачена у 1900 році, коли затонув корабель, який повертав її з Всесвітньої виставки). У 1890-х роках він також брав участь у Мюнхенській художній виставці та в Міжнародній виставці в Анверсі. Лісабонська академія образотворчого мистецтва присвоїла йому звання «Академіка заслуг».

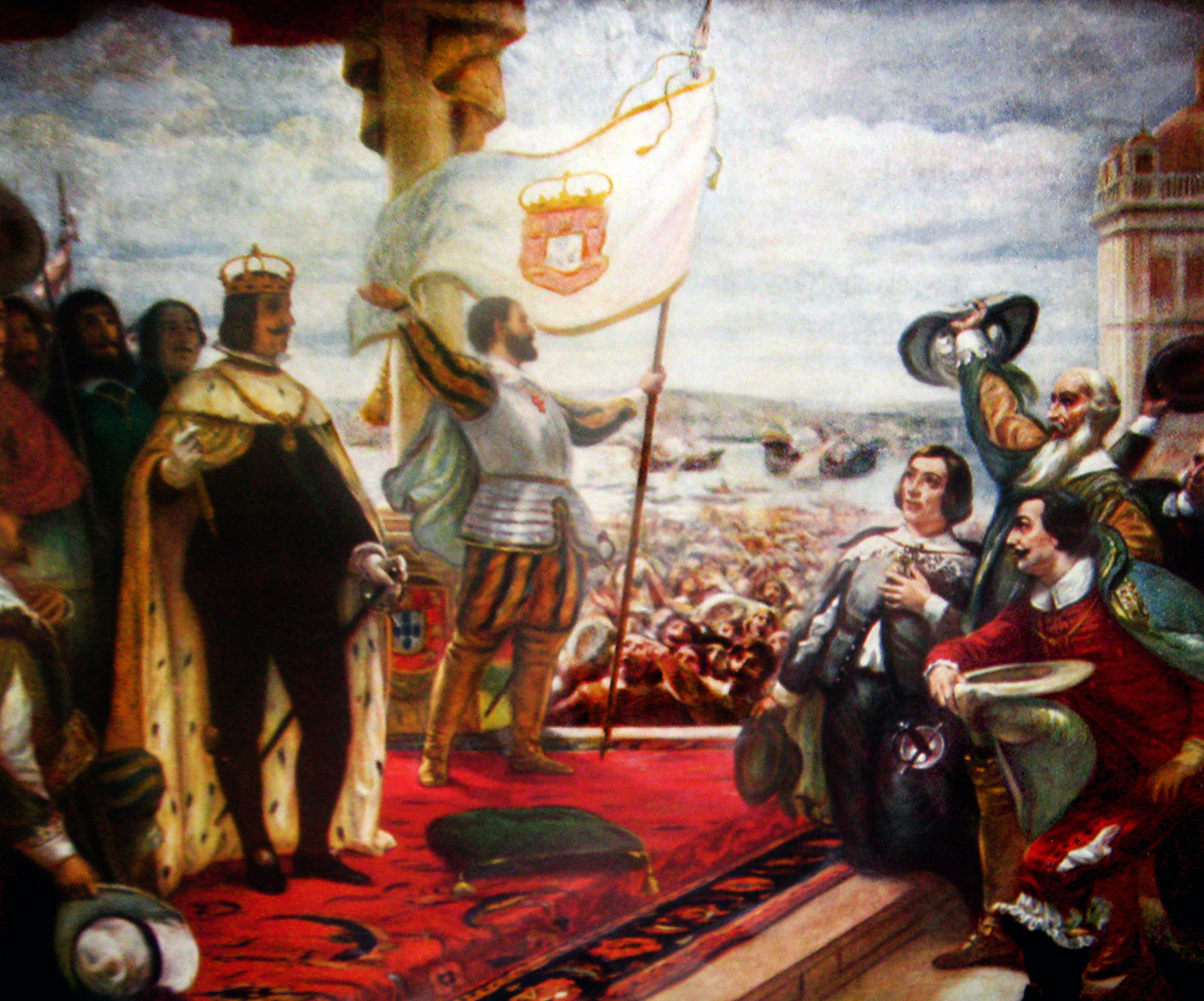
Проголошення короля Іоанна IV (1908), настінний розпис Лісабонського військового музею

Він повернувся до Лісабона в 1895 році, в грудні того ж року був призначений тимчасовим професором історії живопису в Школі образотворчих мистецтв, за два роки його обрали замість Колумбано на посаду постійного професора. З цього моменту він регулярно брав участь у великих мистецьких виставках, як національних, так і міжнародних, йому замовляли картини видатні особистості та інституції, він накопичував нагороди та відзнаки (офіцер ордена Святого Якова Меча в 1896 році, кавалер ордена Орден Почесного легіону Франції (1902), член Лісабонської академії наук (1907). Крім станкового живопису, йому також дуже часто доручали прикрасити кілька громадських будівель і приватних резиденцій: Трибунальну кімнату Палацу фондової біржі в Порту, Палату депутатів у Палаці Святого Бенедикта в Лісабоні, Лісабонський військовий музей, Лісабонська медична школа, факультет наук Університету Порту. Разом з архітектором Мігелем Вентурою Терра він також працював над оздобленням театру Політеама в Лісабоні та Лісабонської синагоги.
У 1901 році, після реформи художньої освіти, він почав викладати історичний живопис разом з Колумбано.
У 1896 році Велозу Сальгадо одружився з Віторіною де Сілва Мелло, хрещеною дочкою та протеже художника Хосе Феррейри Чавеса. У шлюбі народилося двоє нащадків: Хосе Мігель Велозу Сальгадо (1896 р.н.) і Марія Аделіна Велозу Сальгадо (1899 р.н.). Коли в 1903 році померла вдова Феррейри Чавеса, Велозу Сальгадо успадкував більшість її активів.
Велозу Сальгадо залишив живопис у 1940 році, у віці 76 років, і помер 1945 року.

## Галерея

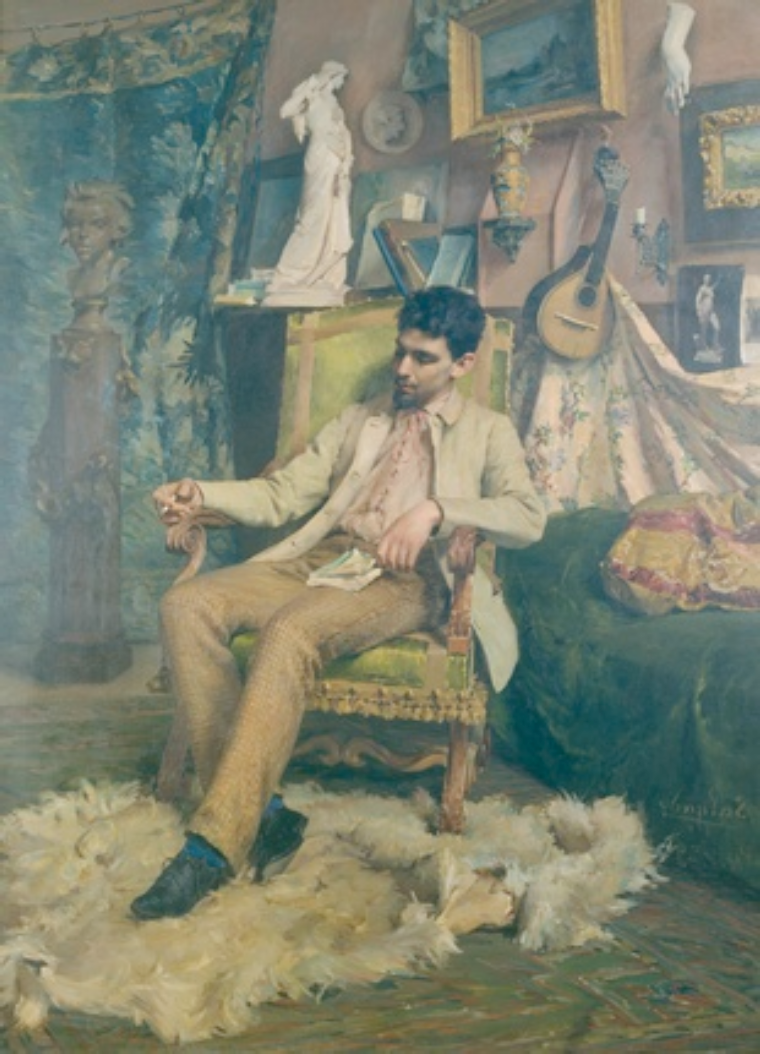
Портрет скульптора Тейшейри Лопеса в його ательє в Парижі (1889)
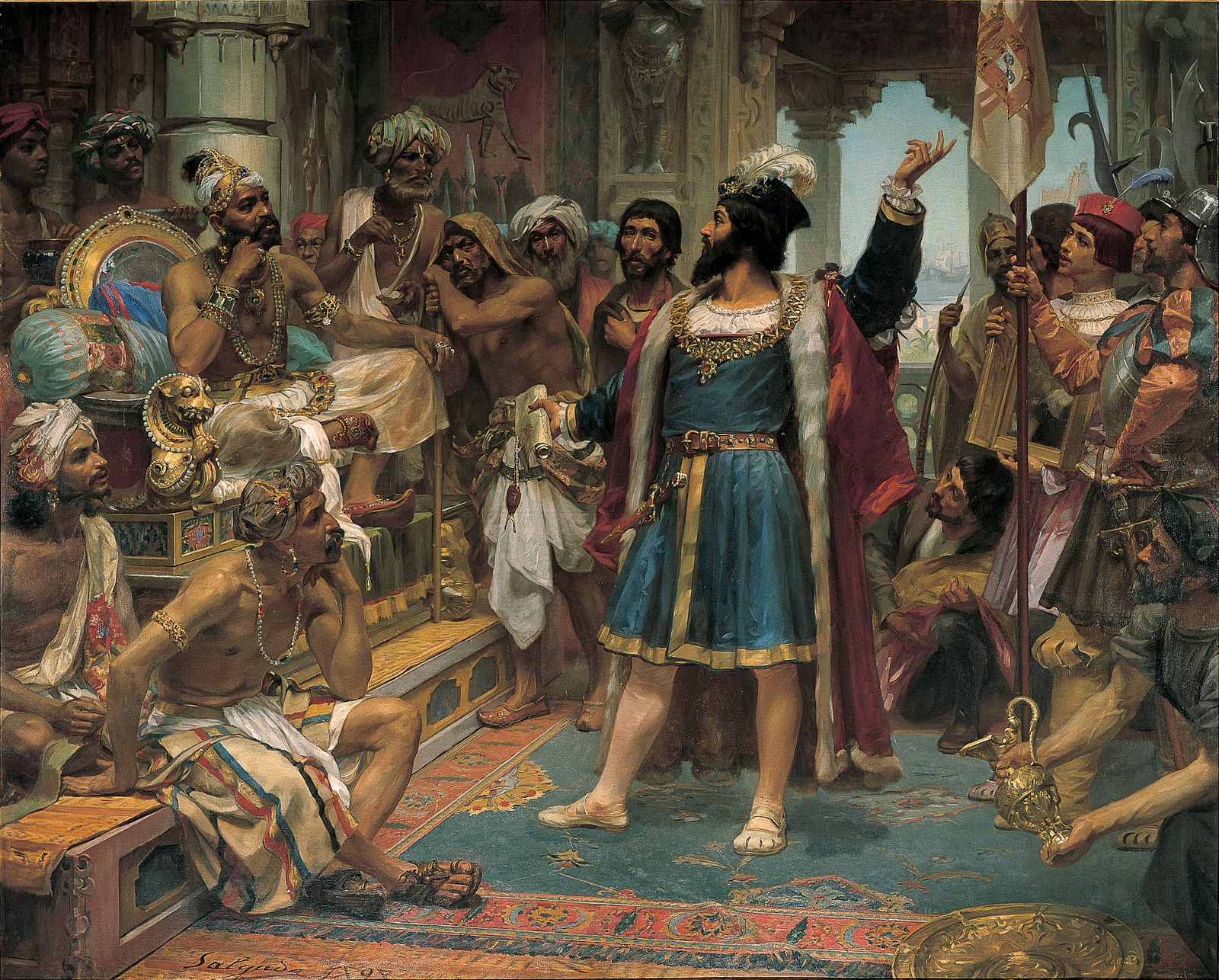
Васко да Гама перед Заморіном з Калікуту (1898), Лісабонське географічне товариство
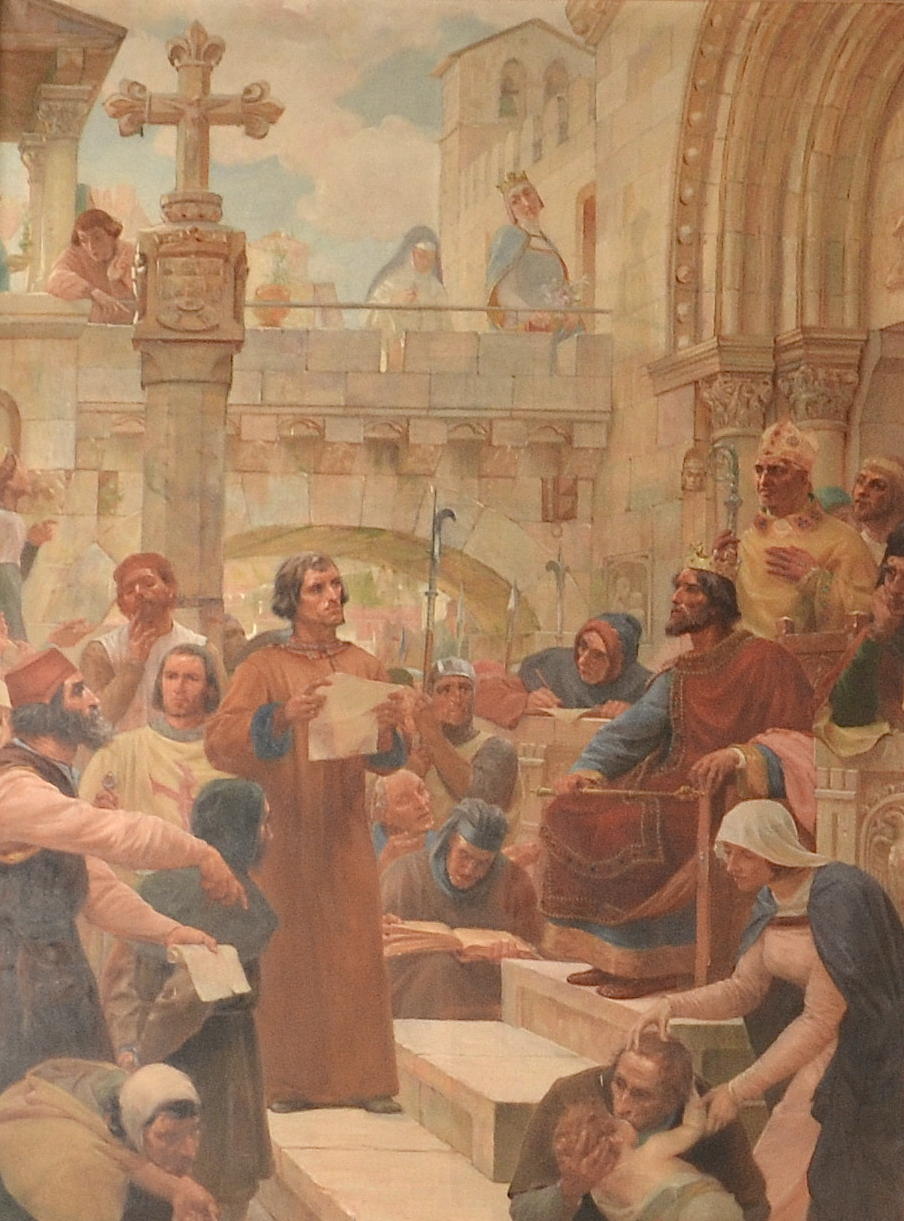
Король Португалії Дені вершить правосуддя (1899), Палац фондової біржі
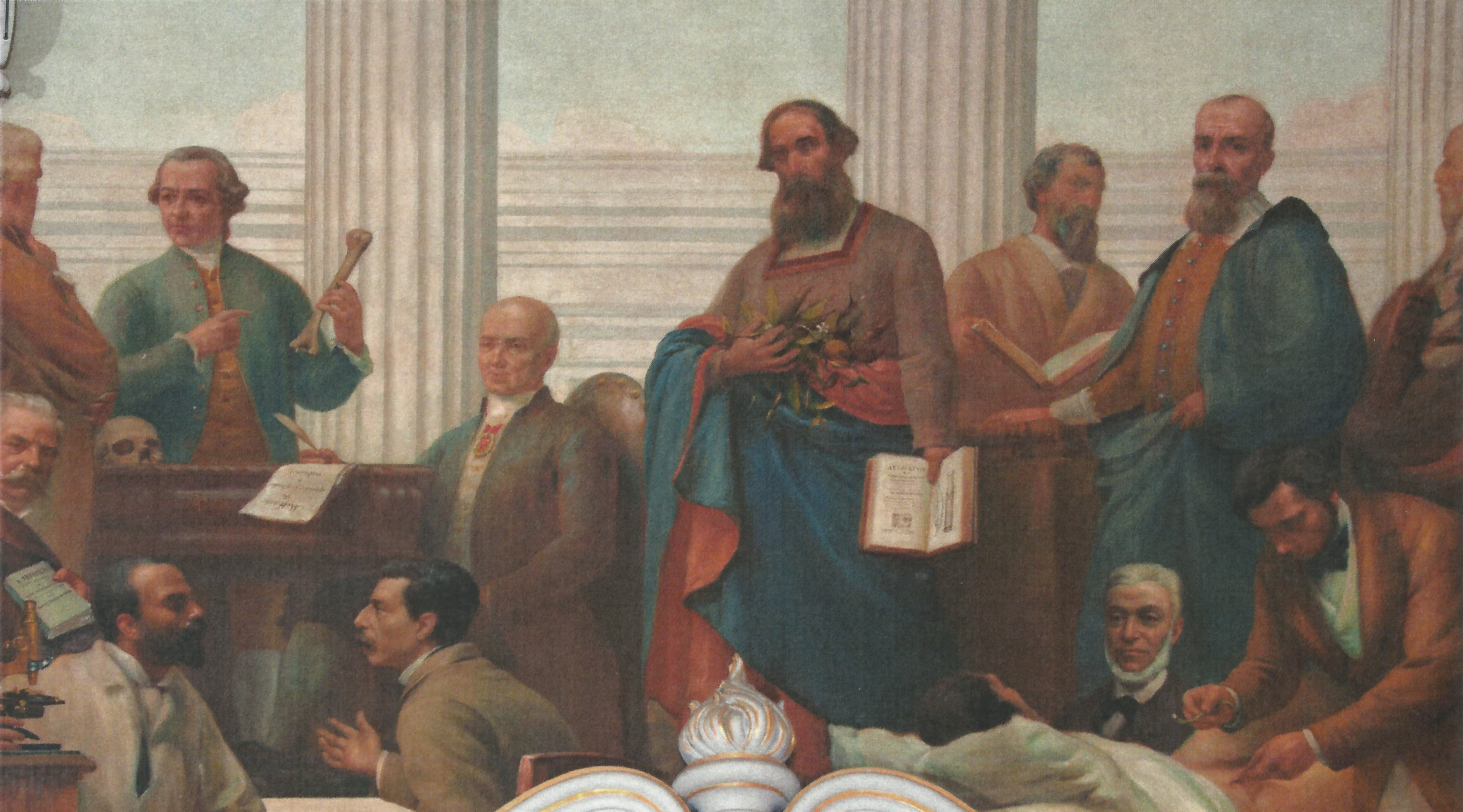
Португальська медицина (1906), Новий Лісабонський університет
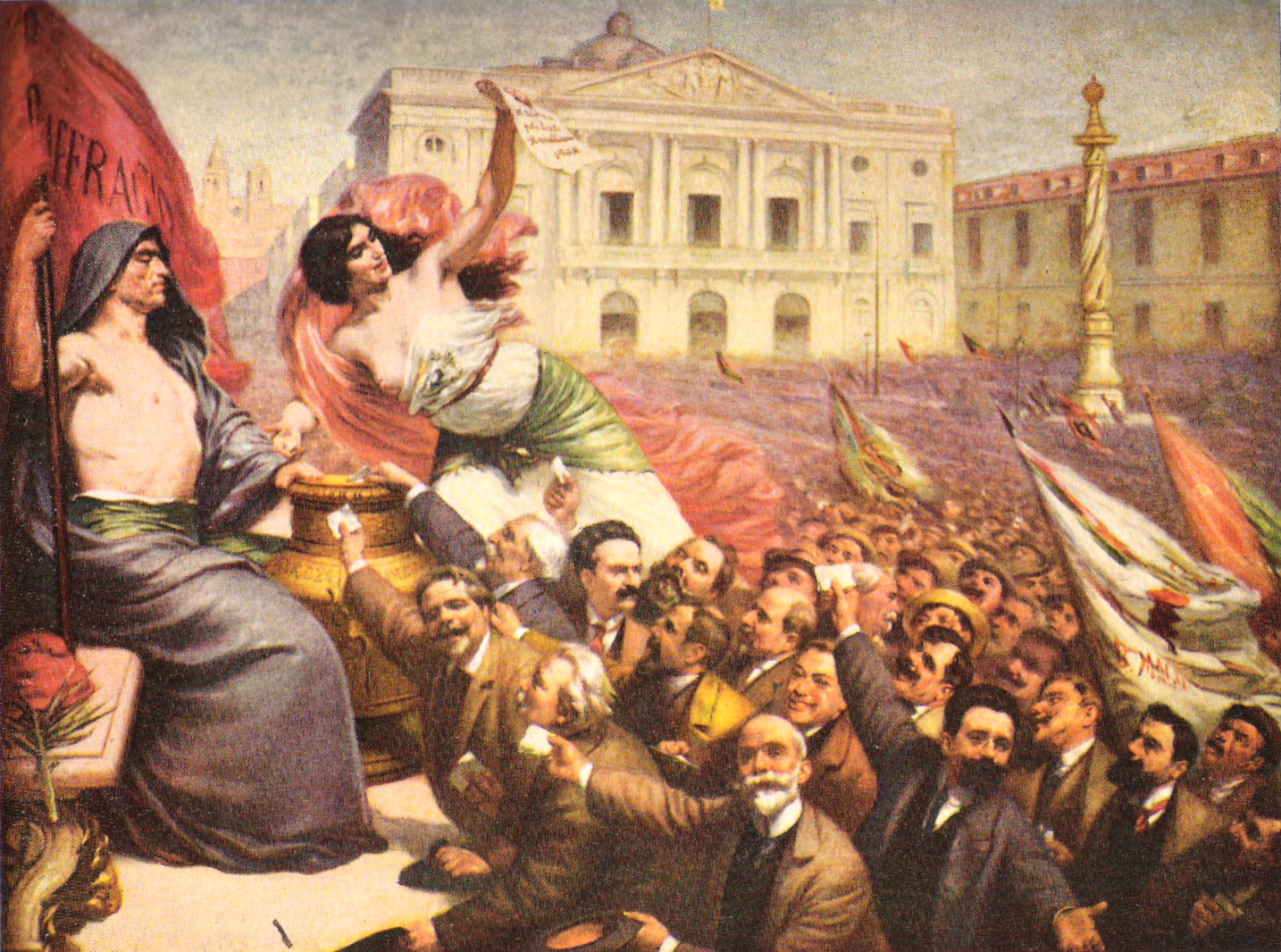
Виборче право (1913), палац Пімента
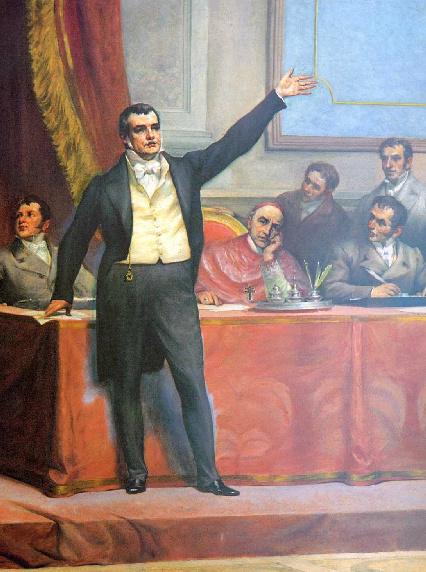
Деталь Установчих судів 1821 (1921), парламент Португалії
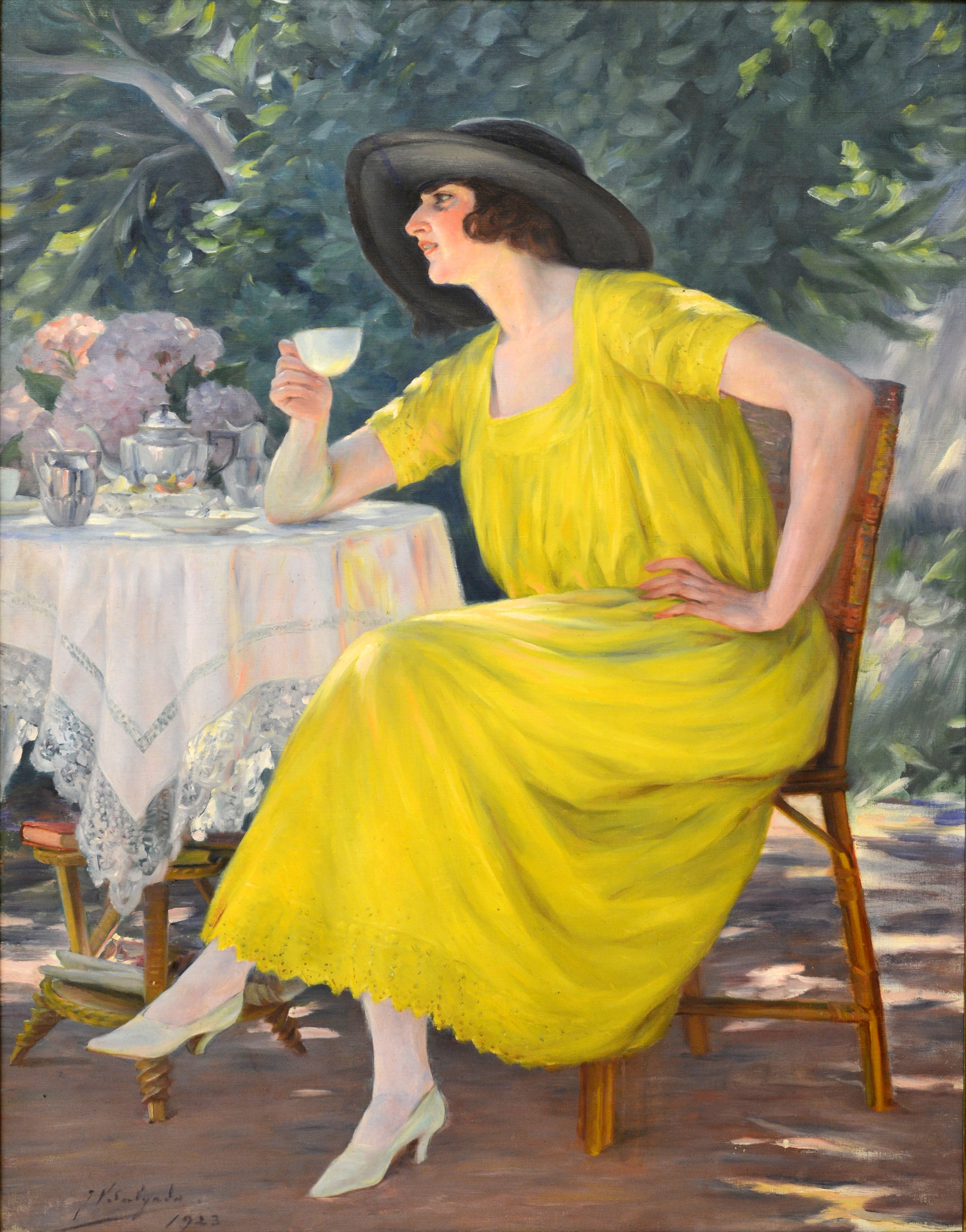
Молодість (1923), Музей Хосе Малхоа
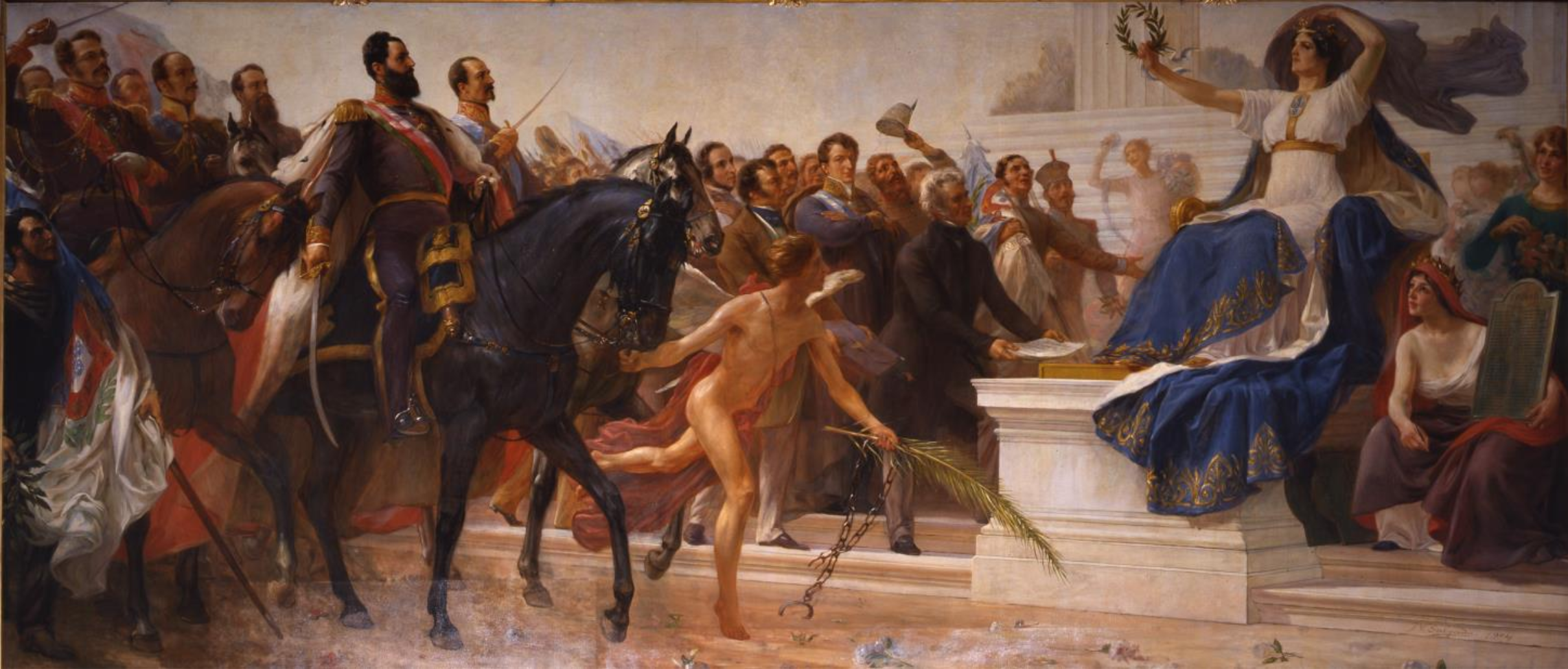
Батьківщина, що коронує своїх героїв (1904), Військовий музей Лісабона.
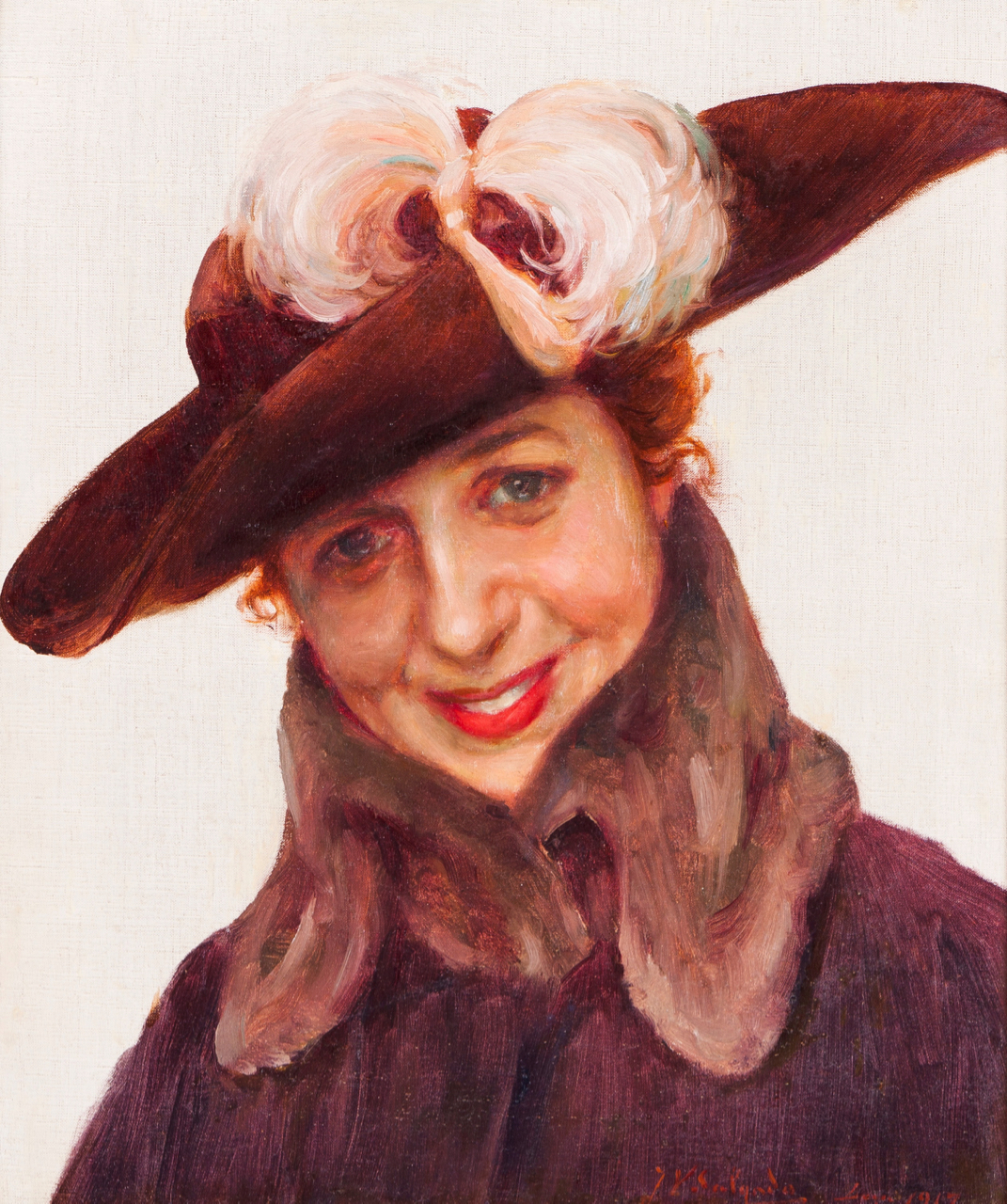
Портрет жінки (1917)
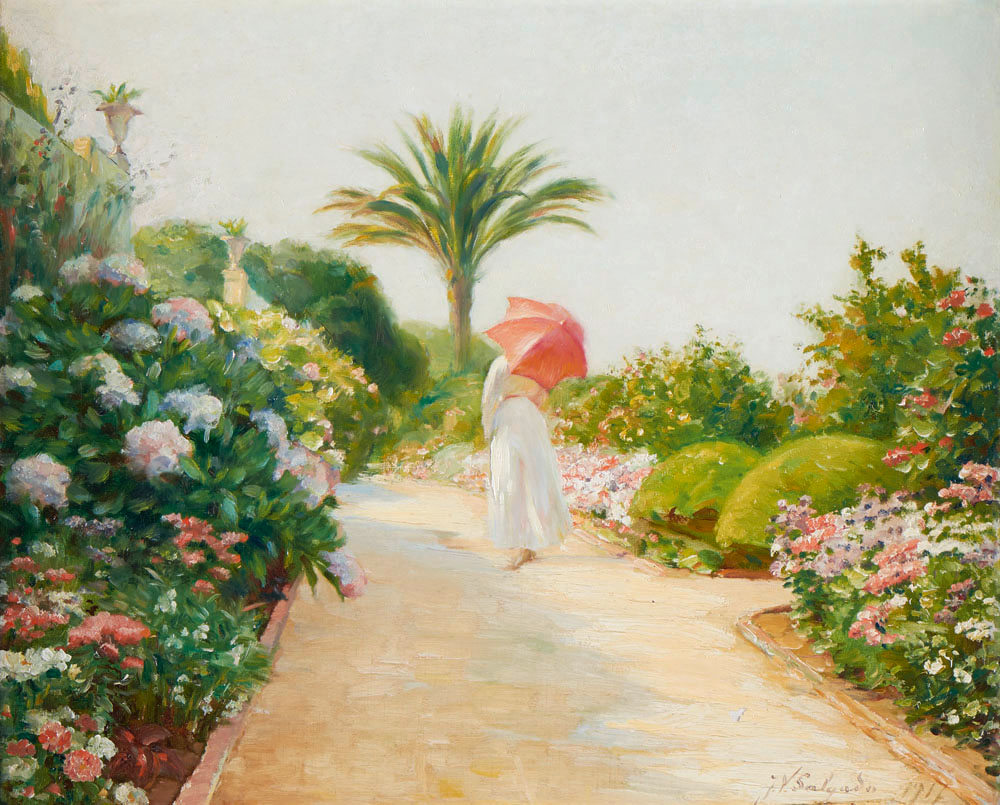
Жіноча фігура в саду (1917)
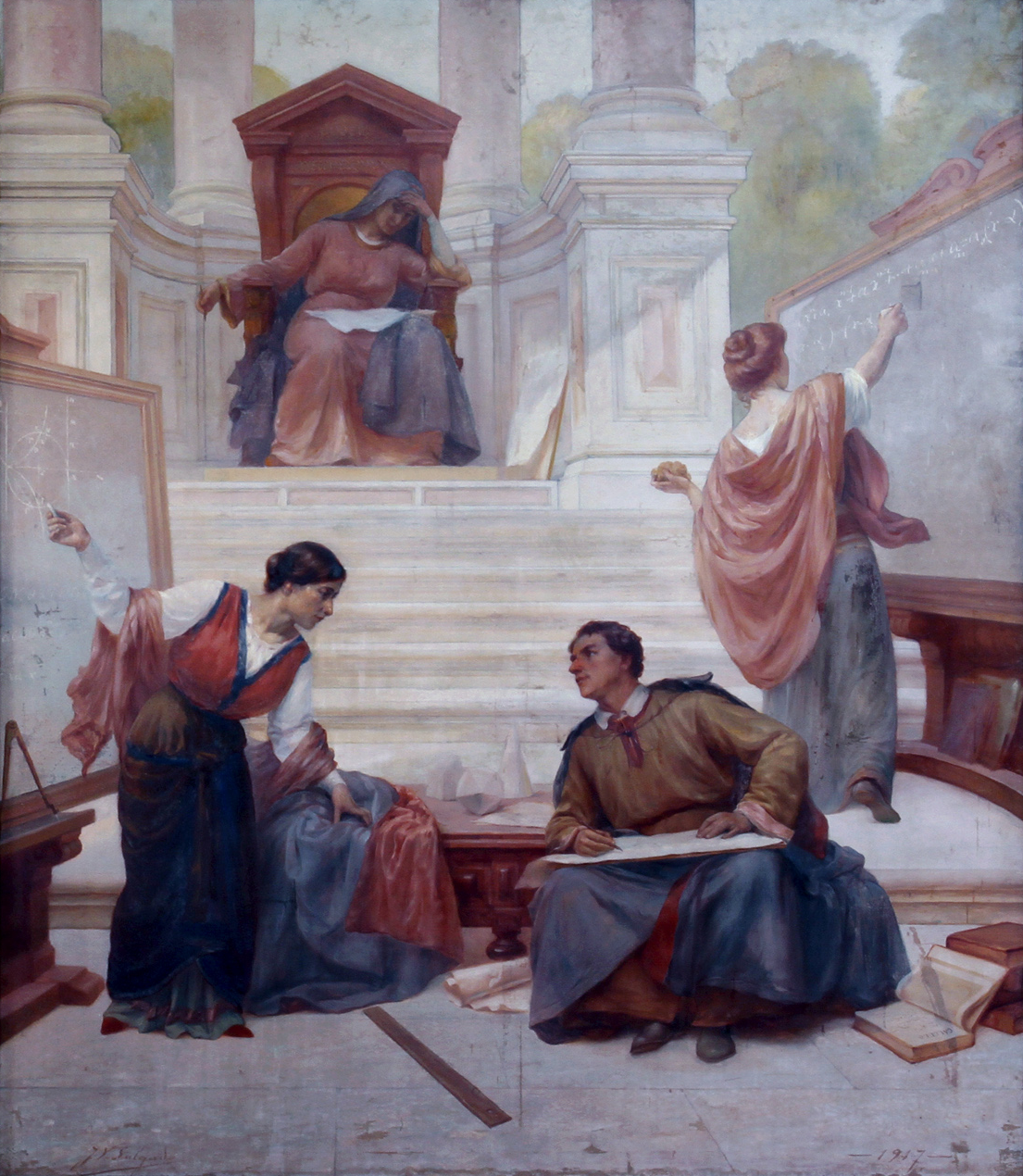
Математика (1917), Університет Порту.
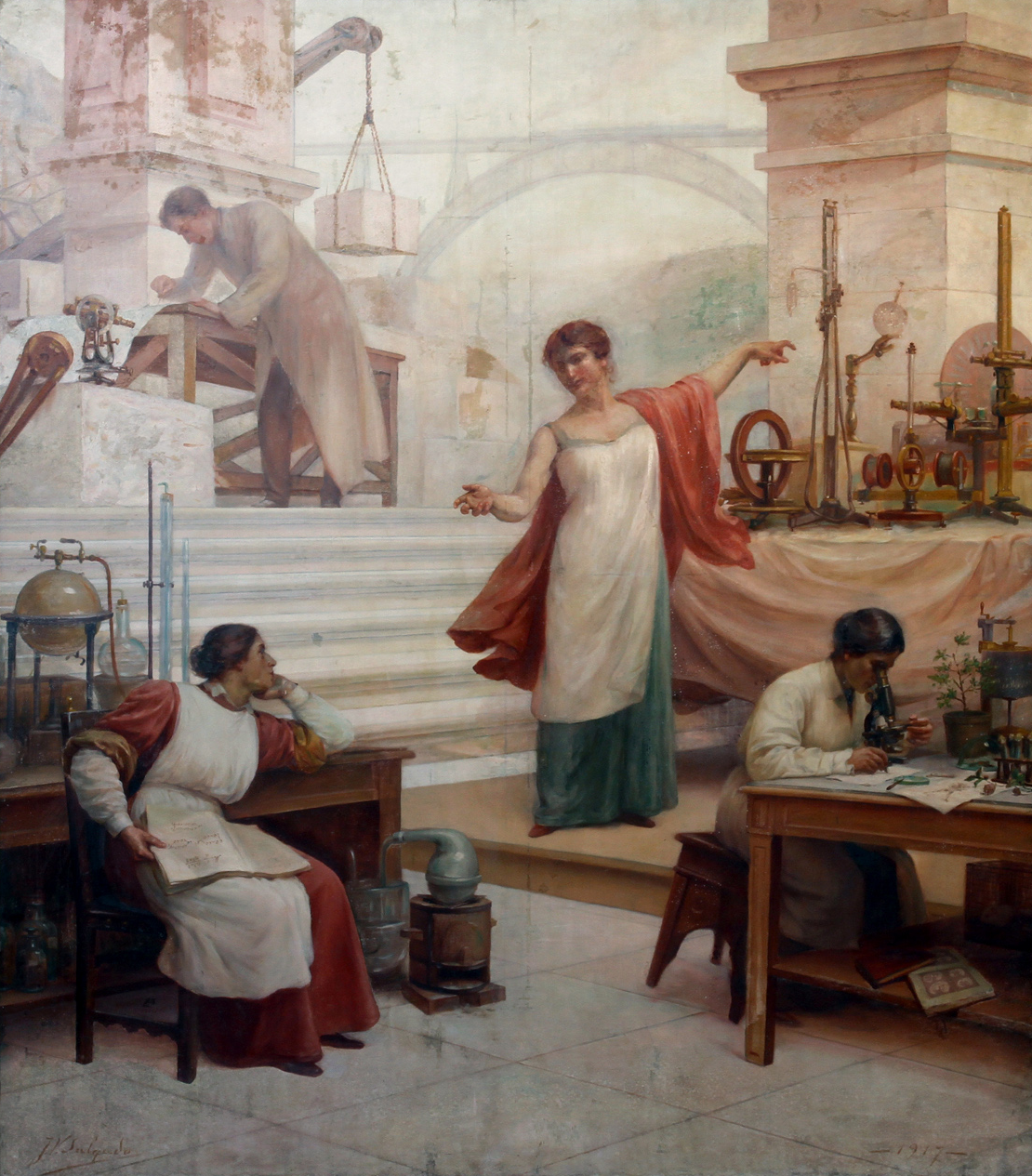
Фізико-природничі науки (1917), Університет Порту.